# Candy (Juicios de Salem)
Candy era una esclava afrocaribeña (procedía de las Barbados), perteneciente a Margaret Hawkes de Salem, que fue acusada de brujería durante los juicios de brujas de Salem. El 1 de julio de 1692, John Putnam, Jr. y Thomas Putnam, acusaron tanto a Hawkes como a Candy de atormentar a Ann Putnam, Jr., Mary Walcott, y Mary Warren. 
Al ser interrogada, ella "admitió" que era una bruja, pero se volvió contra su dueña, alegando que Hawkes la había convertido en bruja y la obligó a firmar el libro del diablo. A pesar de este reconocimiento, fue encontrada inocente y fue puesta en libertad. No hay ningún registro de Margaret Hawkes después de haber sido detenida. A diferencia de muchas de las otras mujeres casadas acusadas, se la conoce como "buena esposa" y Margaret fue abordada con el título honorífico de "Señora", lo que indicaba que era de una clase social más alta.
Cuando se le preguntó a Candy cómo ella y su propietaria atormentaban a las chicas, ella se ofreció para demostrar el procedimiento. Volvió con algunas muñecas (poppets, muñecos para hechizos hechos con harapos, alfileres y agujas) y cuando las manipuló picándolas, con calor y agua, las muchachas afligidas respondían al maltrato dado a las muñecas.
Su testimonio fue registrado en un inglés poco común o mezclado con otra lengua, lo que indica que probablemente desconocía o no sabía hablar bien este idioma.
Candy fue una de tres esclavas, junto con Tituba y Mary Black, en ser acusadas durante la histeria de 1692.